# Otto Günsche
Otto Günsche (24 tháng 9 năm 1917 - 2 tháng 10 năm 2003) là một sĩ quan trọng Waffen-SS của Đức Quốc xã trong Thế chiến thứ II. Ông từng là thành viên của Sư đoàn 1 Thiết giáp Leibstandarte SS Adolf Hitler (LSSAH) trước khi trở thành phụ tá riêng của Adolf Hitler. Günsche bị quân đội Liên Xô bắt làm tù binh ở Berlin vào ngày 2 tháng 5 năm 1945. Sau khi bị giam trong các nhà tù và trại lao động khác nhau ở Liên Xô và Đông Đức, ông được trả tự do từ nhà tù Bautzen II, bang Sachsen ngày 2 tháng 5 năm 1956. Günsche chết vì suy tim tại nhà riêng ở Lohmar, North Rhine-Westphalia vào năm 2003. Ông có ba người con. Thi thể của Gunsche đã được hỏa táng.